# Vrbovka
Vrbovka, ungarisch Ipolyvarbó (bis 1927 slowakisch auch „Varbov“; bis 1907 ungarisch Várbó) ist eine Gemeinde im Süden der Slowakei mit 315 Einwohnern (Stand 31. Dezember 2024). Sie gehört zum Okres Veľký Krtíš, einem Kreis des Banskobystrický kraj.

## Geographie

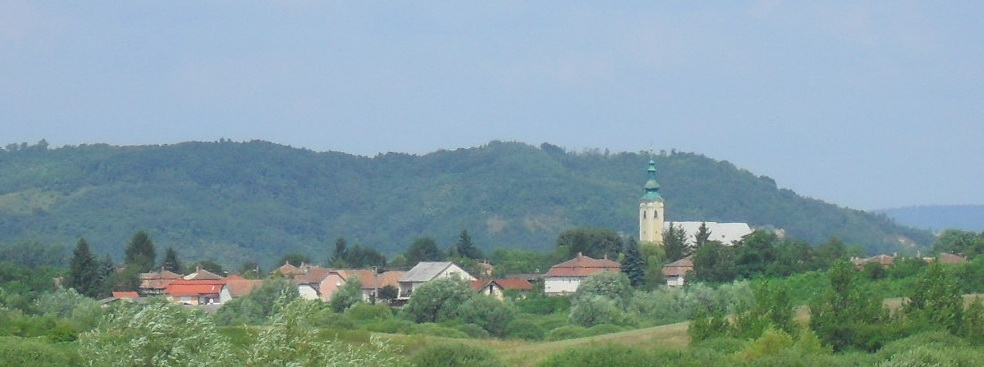
Blick auf Vrbovce vom ungarischen Ort Őrhalom

Die Gemeinde befindet sich im Talkessel Ipeľská kotlina, einem Teil der größeren Einheit Juhoslovenská kotlina, an der Mündung des Vrbovský potok in den Ipeľ, direkt an der Staatsgrenze zu Ungarn. Das Ortszentrum liegt auf einer Höhe von 157 m n.m. und ist 20 Kilometer von Veľký Krtíš entfernt.
Nachbargemeinden sind Kiarov im Norden und Osten, Hugyag (H) im Südosten, Őrhalom (H) im Süden, Patvarc (H) im Südwesten, Záhorce im Westen und Želovce im Nordwesten.

## Geschichte
Vrbovka wurde zum ersten Mal 1327 als Vrbou schriftlich erwähnt und gehörte zur Herrschaft Szécsény. Zwischen 1554 und 1593 stand das Gemeindegebiet unter türkischer Besetzung. 1828 zählte man 83 Häuser und 720 Einwohner, die als Hirten, Landwirte und Winzer beschäftigt waren.
Bis 1918/1919 gehörte der im Komitat Neograd liegende Ort zum Königreich Ungarn und kam danach zur Tschechoslowakei beziehungsweise heute Slowakei. Zwischen 1923 und 1928 kam es zu mehreren Auswanderungswellen. Auf Grund des Ersten Wiener Schiedsspruchs lag er von 1938 bis 1944 noch einmal in Ungarn.

## Bevölkerung
| Jahr                | 1994 | 2004    | 2014     | 2024     |
| ------------------- | ---- | ------- | -------- | -------- |
| Anzahl der Personen | 452  | 413     | 351      | 315      |
| Unterschied         |      | −8,62 % | −15,01 % | −10,25 % |

| Jahr                | 2023 | 2024    |
| ------------------- | ---- | ------- |
| Anzahl der Personen | 321  | 315     |
| Unterschied         |      | −1,86 % |

Gemäß der Volkszählung 2011 wohnten in Vrbovka 363 Einwohner, davon 304 Magyaren und 55 Slowaken. Vier Einwohner machten keine Angabe zur Ethnie. 
347 Einwohner bekannten sich zur römisch-katholischen Kirche, fünf Einwohner zur Evangelischen Kirche A. B. und ein Einwohner zu den Zeugen Jehovas. Zwei Einwohner waren konfessionslos und bei acht Einwohnern wurde die Konfession nicht ermittelt.

## Bauwerke
- römisch-katholische Dreifaltigkeitskirche im Spätbarockstil aus dem Jahr 1789

## Söhne und Töchter der Gemeinde
- Pál Ványa (1904–1955), ungarischer Skispringer